# NGC 3344
NGC 3344 هي مجرة حلزونية ضلعية منعزلة نسبيا تبعد حوالي 22.5 مليون سنة ضوئية في كوكبة الأسد الأصغر . هذه المجرة تنتمي إلى مجموعة تعرف باسم Leo spur، وهي فرع من عنقود مجرات العذراء العظيم.تصنيف NGC 3344 المورفولوجي هو R)SAB(r)bc) مما يدل على أنها مجرة حلزونية ضلعية ضعيفة ذات حلقات وأذرع حلزونية حرة. وهناك حلقة داخلية وخارجية على حد سواء، مع أذرع تشع للخارج من الحلقة الداخلية ويوجد قضيب بيضاوي الشكل نوعا ما يقع في الداخل. ويوجد في وسط القضيب نواة من الهيدروجين الثنائي قطرها الزاوي حوالي 3 ثواني قوسية.

## وصلات خارجية
- NGC 3344 على موقع ويكي سكاي: DSS2, SDSS, GALEX, IRAS, Hydrogen α, X-Ray, Astrophoto, Sky Map, Articles and images
- Galex image of NGC 3344